# Barză cu cioc deschis asiatică
Barza cu cioc deschis asiatică (Anastomus oscitans) este o pasăre mare din familia Ciconiidae. Această barză distinctivă se găsește în principal în subcontinentul indian și în Asia de sud-est. Este cenușie sau albă, cu aripi și coadă de un negru lucios, iar adulții au un decalaj între mandibula superioară arcuită și mandibula inferioară curbată. Păsările tinere se nasc fără acest decalaj, despre care se crede că este o adaptare care ajută la manipularea melcilor, principala lor pradă. 

## Descriere

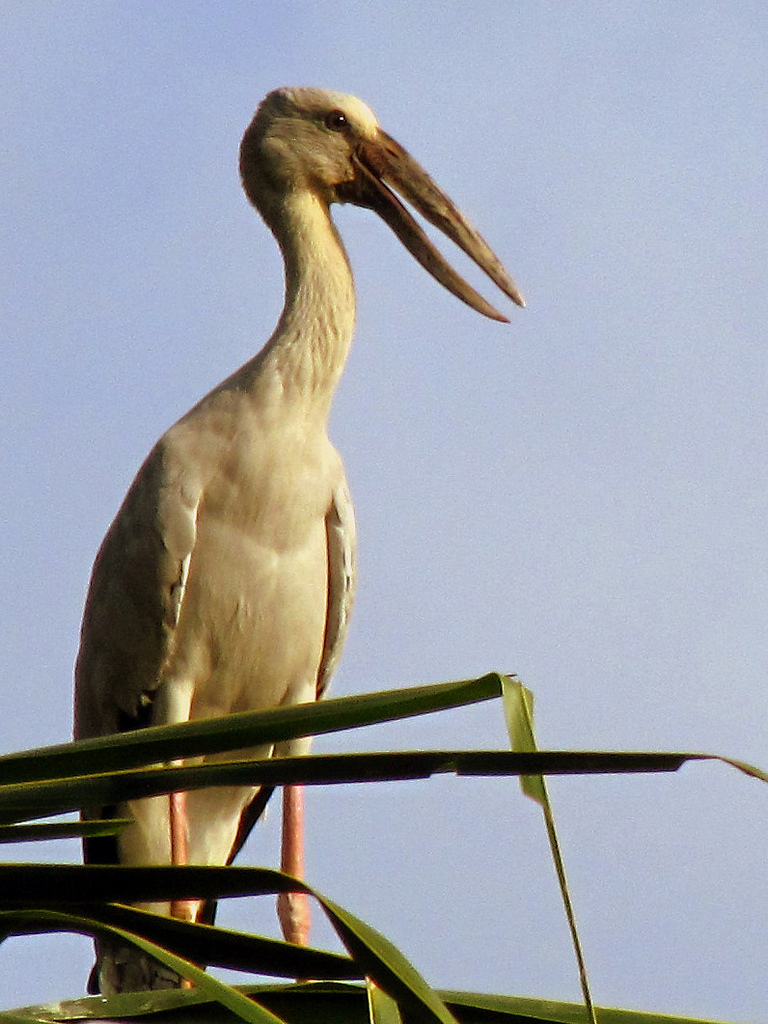
Anastomus oscitans

Barza cu cioc deschis asiatică este predominant cenușie în sezonul non-reproducere sau albă în sezonul de reproducere, cu aripi și coadă negre lucioase, care au un luciu verde sau purpuriu. Numele este derivat din decalajul distinctiv format între mandibula inferioară curbată concav și cea arcuită a ciocului, la păsările adulte. Păsările tinere nu au acest decalaj. Marginile tăietoare ale mandibulei au o structură fină, care se crede că le conferă o mai bună aderență pe cochilii melcilor. Coada este formată din douăsprezece pene, iar glanda uropigiană are un smoc. Ciocul este de culoare gri-corn.
De la distanță, seamănă cu o barză albă sau o barză orientală. Picioarele scurte sunt roz până la gri, roșiatice înainte de reproducere. Păsările care nu se reproduc au aripile și spatele gri-cenușiu în loc de alb. Păsările tinere sunt cenușiu-maroniu. La fel ca alte berze, barza cu cioc deschis asiatică este o pasăre cu aripi largi, care profită de curenții ascendenți de aer cald pentru un zbor susținut. De obicei se găsesc în turme, însă păsările singure nu reprezintă un lucru neobișnuite. Ca toate berzele, zboară cu gâtul întins. Este relativ mică pentru o barză și are o înălțime de 68 cm și o lungime de 81 cm.

## Habitat și distribuție
Habitatele obișnuite de hrănire sunt zonele umede și sunt văzute doar rareori de-a lungul malurilor râurilor și al marilor. În peisajele agricole, păsările se hrănesc în câmpurile de cultură, canalele de irigații și în mlaștinile sezoniere. Se pot deplasa pe scară largă ca răspuns la condițiile de habitat. Păsările tinere se împrăștie, de asemenea, pe scară largă, după ce au părăsit cuibul. 
Barza este dezorientată în mod regulat de faruri de-a lungul coastei de sud-est a Indiei în nopțile înnorate între august și septembrie. Specia este foarte rară în regiunile Sind și Punjab din Pakistan, dar răspândită și comună în India, Sri Lanka, Nepal, Bangladesh, Myanmar, Thailanda și Cambodgia. Recent și-a extins aria de acoperire în sud-vestul Chinei.

## Galerie

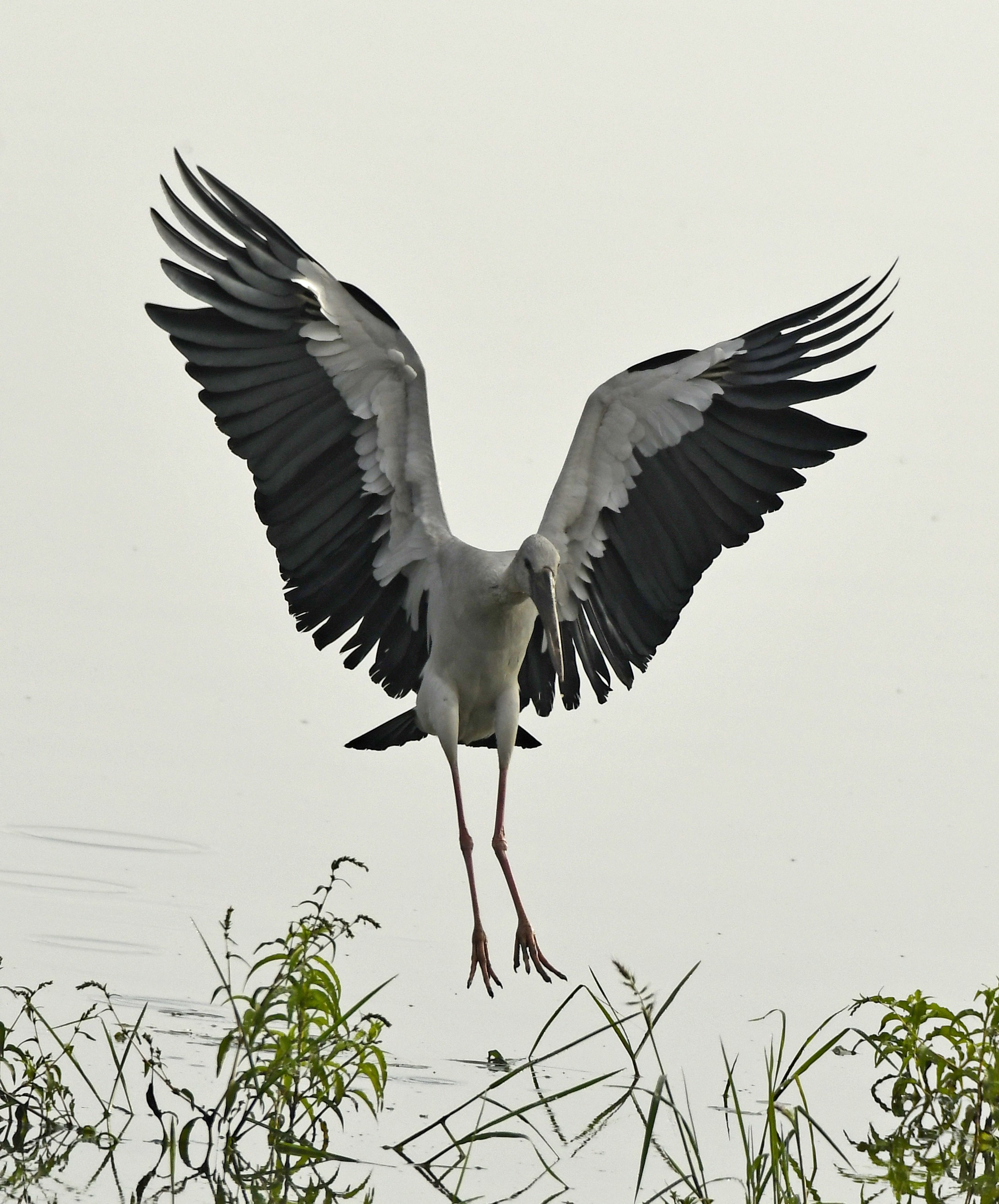
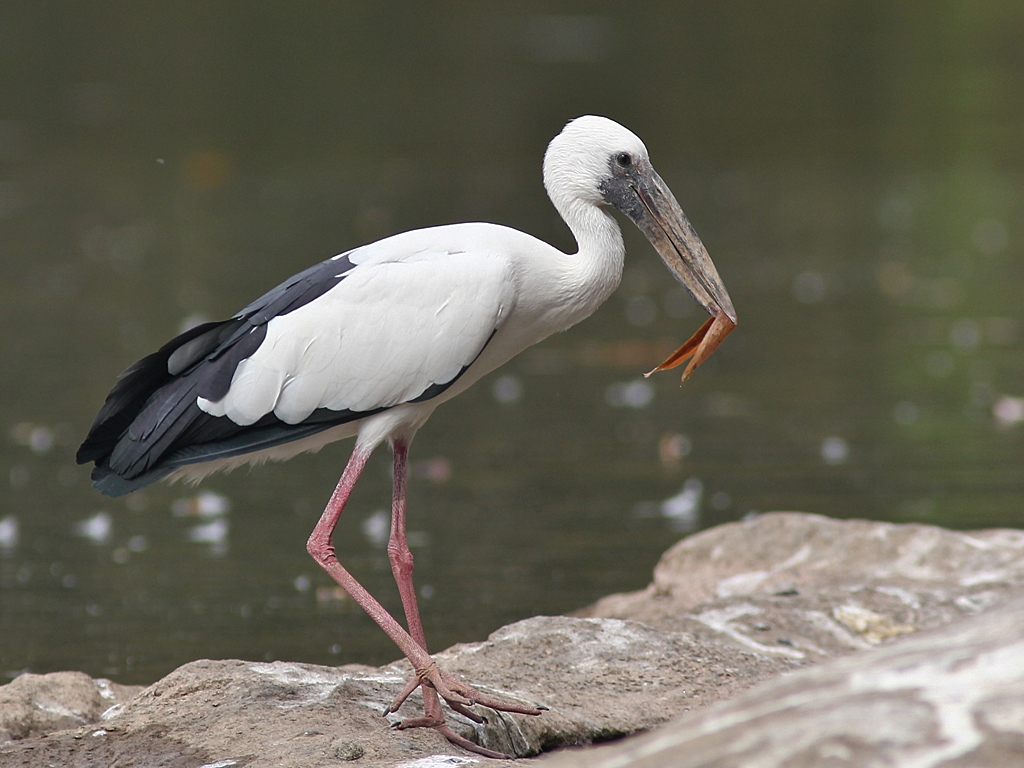
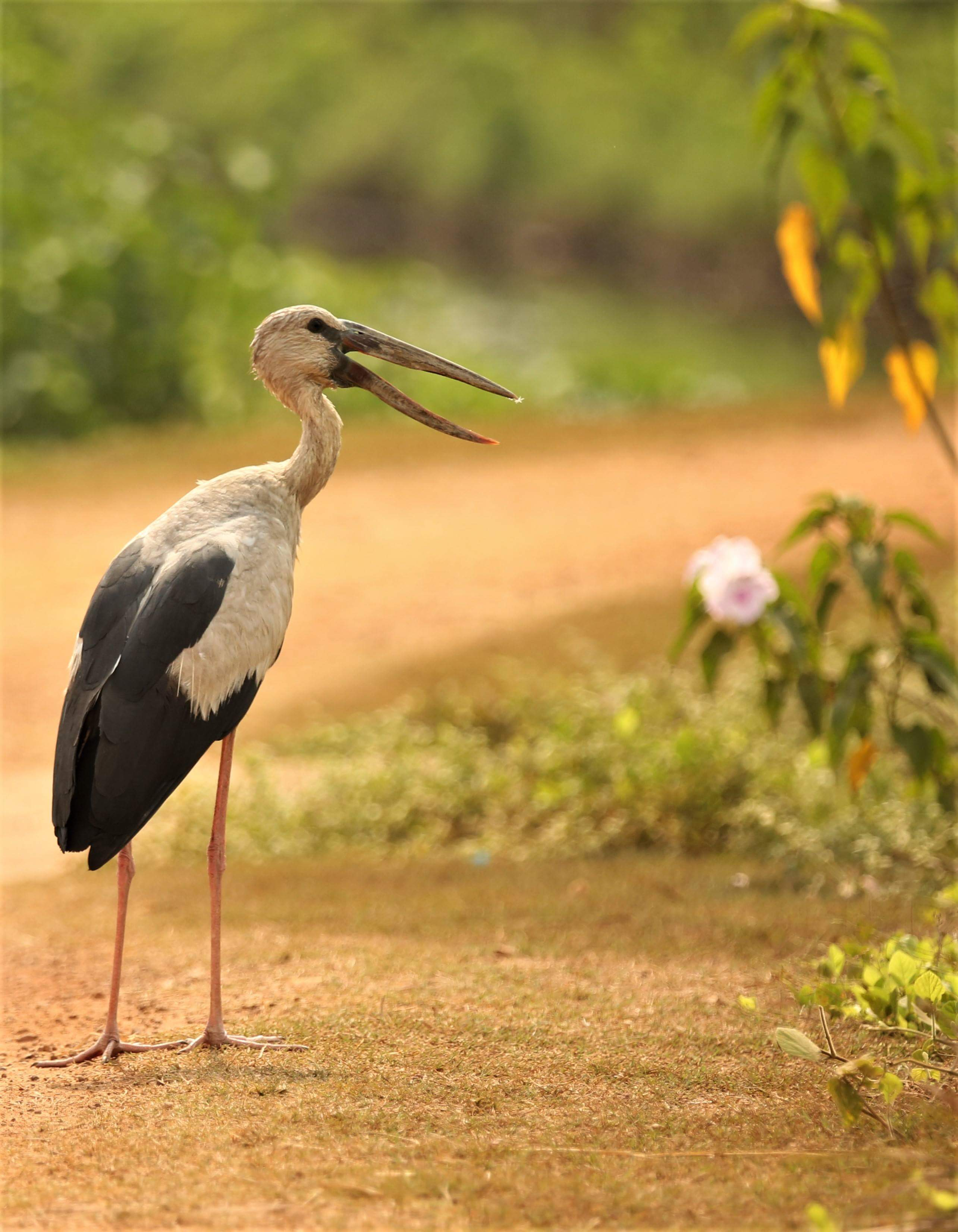
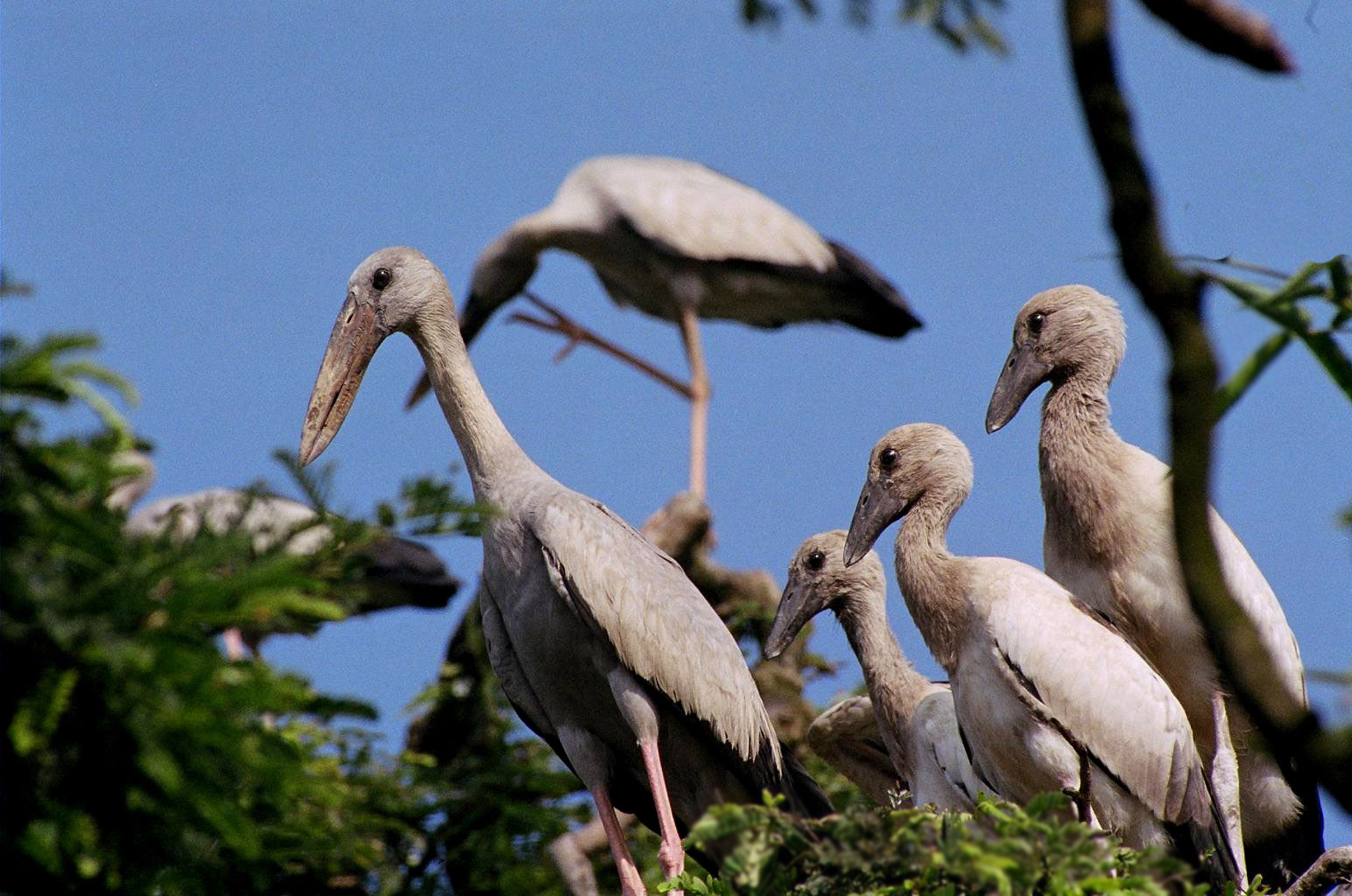